# ニク・チャウシェスク
ニク・チャウシェスク（ルーマニア語: Nicu Ceaușescu, ルーマニア語発音: [ˈniku tʃe̯a.uˈʃesku]; 1951年9月1日 – 1996年9月26日）は、ルーマニア社会主義共和国の物理学者、政治家。同国の指導者であったニコラエ・チャウシェスクと妻のエレナの末子で、父のニコラエの政治的側近であり、大統領職の後継者候補とみなされていたが、1989年12月に発生したルーマニア革命で失脚した。

## 共産主義下
イオン・ミハイ・パチェパによれば、ニコラエ・チャウシェスクはニクを外務大臣に就けたいと考え、そのためにルーマニア共産党の高官の（チャウシェスクが優れた共産主義的知識人と考えた）シュテファン・アンドレイとコーネル・パコステの2人に、ニクの教育の面倒を見るように指示を出した。しかしパチェパは加えて、ニクは兄たちと違って学校が嫌いで、本を読んでいるところを見たことがないと彼らから揶揄されていたようだと述べている。
ニクは第24高等学校（現在のジャン・モネ高等学校）を卒業し、ブカレスト大学で物理学を学んだ。学生時代に共産青年同盟に参加し、同団体の第一書記と青年担当大臣を経て、1982年にルーマニア共産党中央委員に選出された。
ニクは政治家見習いとして、シュテファン・アンドレイ、イオン・トライアン・ステファネスク、コーネル・パコステの指導を受けた。1980年代末には、ルーマニア共産党執行委員に任命され、1987年にはシビウ地方党委員会第一書記となり、父のニコラエの後継者となるべく、両親によってお膳立てされた。

## 共産主義後
高校生時代から、ニクは大酒飲みであるといわれていた。1978年にアメリカ合衆国へ亡命したイオン・ミハイ・パチェパは、彼が強姦や自動車事故を起こしてブカレストを騒がせたと主張した。パチェパは、ニコラエはニクの飲酒問題を耳にしたものの、その解決法は、ルーマニアではどんな問題にも与えられる「努力せよ」であったとしている。ニクはまた、世界中で賭博して大金を失ったともいわれる。ラティフ・ヤヒアは、ニクはイラク大統領のサッダーム・フセインの息子であったウダイの親友で、2人はスイスとモナコを互いに訪問していたと述べている。
ドキュメンタリー番組"Videograms of a Revolution"は、1989年12月22日に子供を誘拐したなどの容疑で逮捕され、囚人として国営テレビに映ったニクを紹介している。1990年にも、父の政権下で政府資金を不正に使用したことで逮捕され、懲役20年の判決を下された。1992年11月に肝硬変のため釈放されたが、ニクはその4年後、45歳でウィーンの病院にて死去した。